# Matthew Aldridge
Matthew Aldridge, född 11 mars 1996, är en brittisk roddare.

## Karriär
I augusti 2022 vid EM i München tog Aldridge guld tillsammans med William Stewart, Sam Nunn och  Freddie Davidson i fyra utan styrman.
I maj 2023 vid EM i Bled tog han sitt andra raka EM-guld tillsammans med Oliver Wilkes, David Ambler och Freddie Davidson i fyra utan styrman. I september 2023 vid VM i Belgrad tog de VM-guld tillsammans i fyra utan styrman. I april 2024 vid EM i Szeged försvarade de sitt EM-guld i fyra utan styrman. Vid olympiska sommarspelen 2024 i Paris tog de brons tillsammans i fyra utan styrman.
Vid EM 2025 i Plovdiv var Aldridge en del av Storbritanniens lag som tog guld i åtta med styrman.